# Pulicaria
Pulicaria es un género de plantas fanerógamas perteneciente a la familia de las asteráceas. Comprende 193 especies descritas y de estas, solo 63 aceptadas.

## Taxonomía
El género fue descrito por Joseph Gaertner y publicado en De Fructibus et Seminibus Plantarum. . . . 2(3): 461–462, pl. 173, f. 7. 1791.
Etimología
Pulicaria: nombre genérico que deriva del latín pulicarius para "como una pulga"

## Especies aceptadas
A continuación se brinda un listado de las especies del género Pulicaria aceptadas hasta septiembre de 2014, ordenadas alfabéticamente. Para cada una se indica el nombre binomial seguido del autor, abreviado según las convenciones y usos.	
- Pulicaria adenensis Schweinf.
- Pulicaria albida E.Gamal-Eldin
- Pulicaria alveolosa Batt. & Trab.
- Pulicaria angustifolia DC.
- Pulicaria arabica (L.) Cass.
- Pulicaria argyrophylla Franch.
- Pulicaria attenuata Hutch. & B.L.Burtt
- Pulicaria aualites Chiov.
- Pulicaria aylmeri Baker
- Pulicaria boissieri Hook.f.
- Pulicaria burchardii Hutch.
- Pulicaria canariensis Bolle
- Pulicaria carnosa (Boiss.) Burkill
- Pulicaria chrysantha (Diels) Ling
- Pulicaria chudaei Batt. & Trab.
- Pulicaria clausonis Pomel
- Pulicaria collenettei (Wagenitz & E.Gamal-Eldin) N.Kilian
- Pulicaria confusa E.Gamal-Eldin
- Pulicaria crispa Sch.Bip.
- Pulicaria cylindrica (Baker) Schwartz
- Pulicaria diffusa (Shuttlew. ex S.Brunner) B.Peterson
- Pulicaria discoidea (Chiov.) N.Kilian
- Pulicaria dumulosa E.Gamal-Eldin
- Pulicaria dysenterica (L.) Gaertn. –
- Pulicaria edmondsonii E.Gamal-Eldin
- Pulicaria filaginoides Pomel
- Pulicaria foliolosa DC.
- Pulicaria gabrielii N.Kilian
- Pulicaria glandulosa Caball.
- Pulicaria glaucescens (Boiss.) Jaub. & Spach
- Pulicaria glutinosa (Boiss.) Jaub. & Spach
- Pulicaria gnaphalodes (Vent.) Boiss.
- Pulicaria grantii Oliver & Hiern ex Oliver
- Pulicaria hildebrandtii Vatke
- Pulicaria incisa (Lam.) DC.
- Pulicaria insignis Drumm. ex Dunn
- Pulicaria inuloides (Poir.) DC.
- Pulicaria jaubertii E.Gamal-Eldin
- Pulicaria kurtziana Vatke
- Pulicaria laciniata (Coss. & Durieu) Thell.
- Pulicaria lhotei Maire
- Pulicaria mauritanica Batt.
- Pulicaria migiurtinorum Chiov.
- Pulicaria minor Druce
- Pulicaria monocephala Franch.
- Pulicaria odora (L.) Rchb.
- Pulicaria paludosa Link
- Pulicaria petiolaris Jaub. & Spach
- Pulicaria prostrata (Gilib.) Asch.
- Pulicaria rajputanae Blatt. & Hollb
- Pulicaria renschiana Vatke
- Pulicaria salviifolia Bunge
- Pulicaria scabra (Thunb.) Druce
- Pulicaria schimperi DC.
- Pulicaria sericea E.Gamal-Eldin
- Pulicaria sicula (L.) Moris
- Pulicaria somalensis O.Hoffm.
- Pulicaria steinbergii E.Gamal-Eldin
- Pulicaria undulata (L.) C.A.Mey.
- Pulicaria uniseriata N.Kilian
- Pulicaria volkonskyana Maire
- Pulicaria vulgaris Gaertn. – hierba pulguera[5]
- Pulicaria wightiana C.B.Clarke

En España, Pulicaria undulata, está considera planta extinguida, por Resolución de 1 de agosto de 2018, de la Secretaría de Estado de Medio Ambiente, por la que se publica el Acuerdo de la Conferencia Sectorial de Medio Ambiente en relación con el Listado de especies extinguidas en todo el medio natural español. BOE N.º 195, lunes 13 de agosto de 2018.